# Anacreonte in Samo
Anacreonte in Samo è un'opera in due atti di Saverio Mercadante, su libretto di Giovanni Schmidt. La prima rappresentazione ebbe luogo al Teatro San Carlo di Napoli il 1º agosto 1820.
Gli interpreti della prima rappresentazione furono:
| Personaggio | Interprete               |
| ----------- | ------------------------ |
| Policrate   | Antonio Ambrosi          |
| Anaide      | Adelaide Comelli Rubini  |
| Olfido      | Giovanni Battista Rubini |
| Anacreonte  | Andrea Nozzari           |
| Leonida     | Gaetano Chizzola         |
| Torace      | Massimo Orlandini        |

## Struttura musicale
- Sinfonia

### Atto I
- N. 1 - Introduzione Alma grande e generosa! - Consorte...figlio amato... - Fermate, o fidi miei (Olfido, Anacreonte, Anaide, Leonida, Coro)
- N. 2 - Cavatina Policrate Trema ognuno al mio cospetto
- N. 3 - Aria Anacreonte Godiam di quel bene
- N. 4 - Terzetto Anacreonte, Policrate e Anaide Questi sdegni a me son grati (Anacreonte, Policrate, Anaide, Coro, Leonida, Torace)
- N. 5 - Aria Anacreonte Fa che cessi dell'ire Gradivo
- N. 6 - Coro e Aria Anaide Di Teo s'onori il vate - Deh! conforta un genitore (Coro, Anaide)
- N. 7 - Finale I Cadrete entrambi, il giuro (Policrate, Anaide, Olfido, Coro, Anacreonte, Leonida, Torace)

### Atto II
- N. 8 - Duetto Anaide e Policrate Inorridir mi fai!...
- N. 9 - Aria Anacreonte Perché se Morte
- N. 10 - Aria Anaide Atroce tormento (Anaide, Leonida, Coro, Olfido, Anacreonte)
- N. 11 - Finale II Innocente pargoletto! - Al biondo apolline (Anacreonte, Anaide, Olfido, Policrate, Coro)